# معركة ممر قرة درة
معركة ممر قرة درة كانت تدور بين بير محمد بن عمر شيخ ميرزا قائد الدولة التيمورية وأبو نصر القره يوسف حاكم دولة قراقويونلو اتحاد الشعب التركماني في شرق تركيا بالقرب من بحيرة وان في العام 1395 م.

## الخلفية
عندما انهارت الدولة الإيلخانية بعد وفاة أبو سعيد بهادر خان، حكمت قبائل المغول المتنافسة وهي الإمارة الجوبانية، الجلائريون والإمارة الإينجوية جنبا إلى جنب مع العشيرة الفارسية آل مظفر، تورطوا في الصراعات من أجل السيطرة على العراق، إيران، أذربيجان، أرمينيا وجورجيا. هذا جعلهم أهدافا ضعيفة ومثالية لغزو تيمور الأعرج في 1393. لقد اجتاح إيران، العراق، أذربيجان، أرمينيا، جورجيا, ونهب أجزاء من شرق الأناضول. لكن غياب تيمور الطويل عن وطنه بدأ يقلق نبلائه وأفراد أسرته ، ولذا أرسل حفيده (ابن عمر شيخ ميرزا الأول) اسمه بير محمد بن عمر شيخ ميرزا إلى شيراز في عام 1395 لتوفير الأمن في هذا الجزء من سلطته.
غادر بير محمد بن عمر شيخ ميرزا قاصدا شيراز يرافقه غياث الدين طرخان والأمير شمس الدين عباس الذي كان عليهم التحرك مع قواته إلى بلاد ما وراء النهر. بعد أن وصلوا إلى أردبيل تلقوا معلومات بأن قره يوسف على رأس قراقويونلو بقوة متفوقة قد نزلوا في حي الاحتوق مع تصميم جعل محاولة على خوي.
غياث الدين طرخان والأمير شمس الدين عباس واصلوا مسيرتهم إلى سمرقند حين بير محمد جعل أفضل طريقه إلى تبريز من أجل تجميع قوات الإقليم وكان بعد ذلك بوقت قصير انضم إلى ذلك المكان من قبل العديد من الضباط الذين أرسلهم ميران شاه كتعزيزات.

## المعركة
تقدم بير محمد دون مزيد من التأخير لمعارضة تخطيطات أبو نصر قرة يوسف والوصول إلى مكان معين دون مواجهة كان يدرك أن كتيبة من العدو ارسلت بواسطة قيادة قراقويونلو لاستكشاف ورصد البلد وقد اتخذت ممر قره دره وهو ممر ضيق في الجبال التي في فترة لاحقة شكلت الحدود بين أملاك الاتراك والفرس. مع توازي سرعة البديهة و قرار الأمير الشاب حل ذلك بمحاولة ايقاف هذه الكتيبة وبالتالي قام بهجوم فجائي منعهم من المقاومة، فر جميع الذين استطاعوا الهروب بأقصى قدر من الذعر إلى نهر بندماهي الذي يصب في بحيرة وان.
أبو نصر القره يوسف كان في هذه الفترة قد أزال مقره من هنا على الفور، وانسحب في خوفه من معلومات جائته بقدوم واقتراب التيموريين. في الواقع طارد بير محمد الفارين إلى قرية أو بلدة بندماهي ومن هناك أرسل جزءًا من قوته في مطاردة أبو نصر القره يوسف.

## بعد المعركة
اختفى أبو نصر قرة يوسف دون أن يترك بقايا للإشارة إلى مسار رحلته، وكان من الأرجح لبير محمد أن ينهي المطاردة ليستأنف مسيرته لشيراز فقد انتقل الآن إلى سلطانية.